# Únos školního autobusu 23. května 1978
Únos školního autobusu 23. května 1978 byl akcí, při které se bratranci z Litoměřicka Milan, Robert a Václav Barešovi v úterý dne 23. května 1978 pokusili probít na Západ s uneseným autobusem s rukojmími. Ozbrojeni byli ukradenými kulovnicemi. Autobus přepadli v prostoru přehrady Jesenice na Chebsku. 

## Průběh
Autobus vezl studenty třetího ročníku říčanského gymnázia, kteří byli na školním výletě do NDR. Pod pohrůžkou zastřelení přinutili únosci řidiče autobusu, aby změnil směr jízdy na hranice s NSR. Prostřednictvím studentů, které si vzali jako rukojmí, se v Chebu snažili vyjednat průjezd hraničním přechodem do NSR v Pomezí nad Ohří. Vzhledem k faktu, že odpovědné orgány neměly v úmyslu nechat únosce projet hranicí, začali pachatelé střílet z kulovnic do stropu autobusu, přičemž došlo nešťastnou náhodou ke zranění jedné ze studentek, kterou poté propustili. Před hraničním přechodem v Pomezí nad Ohří se po dalších jednáních a výhrůžkách mezi Barešovými a Pohraniční stráží podařilo domluvit propuštění všech 39 rukojmích a volný průjezd autobusu i s řidičem do NSR. Orgány Pohraniční stráže však své sliby nemyslely vážně – autobus zastavily hřeby na silnici a obrněným transportérem, který mu byl postaven do cesty. Při následovné prudké přestřelce mezi vojáky Pohraniční stráže a únosci byl smrtelně zraněn Milan Bareš a řidič autobusu Jan Novák, který byl zabit pohraniční stráží. Zbývající únosci – Robert a Václav Barešovi – byli vážně zraněni.
Autobus, který byl po zásahu pohraničníků střelbou nepojízdný z důvodu poškození motoru a agregátů, byl po vyšetřování SNB a složkami ministerstva vnitra odtažen z místa hraničního přechodu v Pomezí nad Ohří odtahovou službou ČSAD. Vůz byl zvednut v přední části a vlečen po zadní nápravě.  Místo střelby byla lokalita za druhou závorou, tedy za celnicí směrem k hranici vzdálené 500 m. V této lokalitě za horizontem nebyl obrněný transportér PS vidět, takže únosci i řidič museli být zaskočeni a jeli v podstatě na popravu. Pohraničníci dle předpisů nesměli střílet směrem k hranici, resp. kulky nesměly dopadnout na území NSR. Proto byl zvolen zátaras silnice na horizontu v dostatečné vzdálenosti od faktické hranice. Střelba přicházela hlavně z boku a z přední části autobusu. Na otevřeném prostoru hraničního pásma již neměli vojáci problém autobus rozstřílet. Autobus byl zčásti v garážích ČSAD Cheb rozmontován a větší část, především karoserie, skončila v Kovošrotu. V souladu s dobou byl tento incident považován za zcela jasné použití síly na západní hranici a jako výstraha před dalšími úvahami obyvatel ČSSR v útěku na tzv. Západ. Lokalita, neznalost terénu a profilu silnice v Pomezí nad Ohří nahrála více pohraničníkům než únoscům. Při příjezdu do Pomezí nad Ohří narazili na první závoru s hlídkou PS v dolní části obce u přístaviště lodí. Hlídka po konzultaci vpustila autobus i se všemi pasažéry nahoru k celnici. Zde došlo k vyjednávání a propuštění žáků gymnázia. Shodou okolností nebránila v cestě dál ani situace provozu železnice se stahovacími závorami. Druhá závora za železničním přejezdem a její otevření dávaly únoscům pocit zvratu událostí a jejich výhru v útěku. Primitivismus zavedení válečného stavu na hranici byl dobový výsledek politiky komunistického režimu, který vytvořil železnou oponu. 
Místo, kde zemřel Jan Novák, nesouhlasí s místem památníku u bývalé celnice v Pomezí nad Ohří. Barešovci i Jan Novák skončili pod palbou pohraničníků až za druhou závorou na horizontu před klesáním silnice ke státní hranici.[zdroj?]

## Únosci
- Robert Bareš (21. ledna 1956 Louny – 6. prosince 1979), v době únosu mu bylo 22 let. Popraven.
- Václav Bareš (13. února 1958 Louny - 27.7. 2023), v době únosu mu bylo 20 let. Odsouzen na 25 let.
- Milan Bareš (12. prosince 1957 Stradonice – 24. května 1978),[1] v době únosu mu bylo 20 let. Zemřel při přestřelce.

## Plánování, zbraně, počet rukojmích
Bratranci Barešovi se ke svému činu odhodlali po týdnu debat. Osudný den ráno Robert svým Trabantem vyzvedl Milana a jeli do práce pro Václava. Tři střelné zbraně si opatřili v hájovně u Řevničova, kterou vykradli. Poté vyrazili Trabantem směrem na Cheb, kde hledali autobus vhodný k únosu. V podvečer narazili v prostoru přehrady Jesenice na autobus s 39 studenty říčanského gymnázia na cestě do NDR, jednalo se o jejich první školní výlet. Počkali, až autobus opustí pedagogický doprovod za účelem shánění ubytování na noc, poté autobus přepadli se zbraněmi.

## Soudy a poprava
Dne 7. září 1978 byli Krajským soudem v Plzni odsouzeni k výjimečným trestům – Václav Bareš k odnětí svobody na 25 let a Robert Bareš k trestu smrti. Robert Bareš byl popraven 6. prosince 1979. V roce 1992 byl rozsudek soudu pozměněn, Václavu Barešovi byl trest zkrácen na 11,5 roku a byl propuštěn z vězení. Soudní proces však nebyl dosud uzavřen z důvodu nejasných okolností smrti řidiče Jana Nováka. Souzen byl i tehdejší velitel pohraniční stráže František Šádek, který se zásahu přímo účastnil, a dal pokyn k zadržení únosců všemi prostředky.
Šádek zemřel v říjnu 2015 ve vojenské nemocnici v Praze.